# ثور بيدرسن (سياسي)
ثور بيدرسن هو شخصية أعمال وفلاح وسياسي دنماركي، ولد في 14 يونيو 1945 في Gentofte Municipality ‏ في الدنمارك. نشط حزبياً في الحزب الليبرالي.

## مناصب
- انتخب عضو فولكتنغ [الإنجليزية]‏ عن دائرة Frederiksborg County constituency  [لغات أخرى]‏ وقد انضم خلال فترته النيابية ‏ للكتلة البرلمانية الحزب الليبرالي.
- انتخب عضو فولكتنغ [الإنجليزية]‏ عن دائرة Frederiksborg County constituency  [لغات أخرى]‏ وقد انضم خلال فترته النيابية ‏ للكتلة البرلمانية الحزب الليبرالي.
- انتخب عضو فولكتنغ [الإنجليزية]‏ عن دائرة Frederiksborg County constituency  [لغات أخرى]‏ وقد انضم خلال فترته النيابية ‏ للكتلة البرلمانية الحزب الليبرالي.
- انتخب عضو فولكتنغ [الإنجليزية]‏ عن دائرة Frederiksborg County constituency  [لغات أخرى]‏ وقد انضم خلال فترته النيابية ‏ للكتلة البرلمانية الحزب الليبرالي.
- انتخب عضو فولكتنغ [الإنجليزية]‏ عن دائرة Frederiksborg County constituency  [لغات أخرى]‏ وقد انضم خلال فترته النيابية ‏ للكتلة البرلمانية الحزب الليبرالي.
- انتخب عضو فولكتنغ [الإنجليزية]‏ عن دائرة North Zealand (Folketing constituency) [الإنجليزية]‏ وقد انضم خلال فترته النيابية ‏ للكتلة البرلمانية الحزب الليبرالي.
- انتخب وزير المالية الدنماركي [الإنجليزية]‏ (27 نوفمبر 2001 – 23 نوفمبر 2007).